# Raciu (Dâmbovița)
Raciu é uma comuna romena localizada no distrito de Dâmboviţa, na região de Muntênia. A comuna possui uma área de 25.17 km² e sua população era de 3352 habitantes segundo o censo de 2007.